# Zhong Jiawei
Zhong Jiawei (chinesisch 钟嘉未 Zhōng Jiāwèi; * 7. Februar 1999) ist eine chinesische Leichtathletin, die sich auf den Weitsprung spezialisiert hat.

## Sportliche Laufbahn
Erste internationale Erfahrungen sammelte Zhong Jiawei im Jahr 2018, als sie bei den Juniorenasienmeisterschaften in Gifu mit einer Weite von 6,44 m die Silbermedaille im Weitsprung gewann. 2023 gewann sie dann bei den Asienmeisterschaften in Bangkok mit 6,46 m die Bronzemedaille hinter der Japanerin Sumire Hata und Shaili Singh aus Indien.

## Persönliche Bestleistungen
- Weitsprung: 6,46 m (−0,5 m/s), 22. April 2023 in Zhaoqing
  - Weitsprung (Halle): 6,47 m, 11. Februar 2023 in Shaanxi Zhangba Training Center